# Jolderenbos
Jolderenbos is een bos en natuurgebied in de streek Gaasterland in de Nederlandse provincie Friesland.

## Beschrijving
Het hoog gelegen Jolderenbos (= elzenbos) ligt ten westen van Oudemirdum. Het is een van de bossen die in de 19e eeuw werden aangelegd door jhr. G.R.G. van Swinderen. In 1925 kwam het bos in bezit van de gemeente Gaasterland die het in 1976 verkocht aan Staatsbosbeheer. 
Aan de westzijde van het Jolderenbos bevindt zich een zitbank (Gaaikemabank) uit 1925 (door de bevolking geschonken ter ere van burgemeester Harmannus Gaaikema). Aan de zuidzijde aan het Huningspaed staat de luchtwachttoren van Oudemirdum uit 1953.

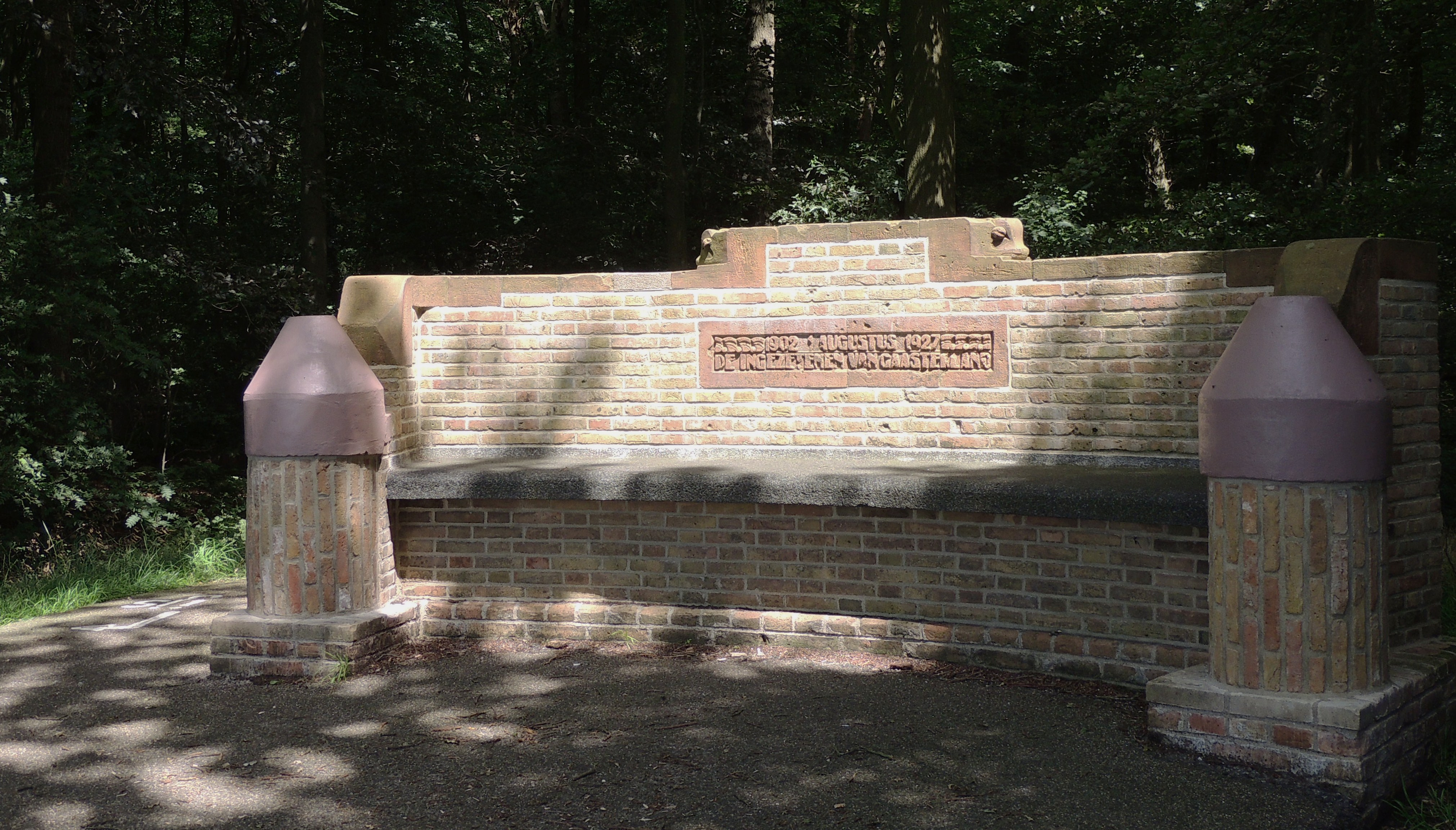
Gaaikemabank
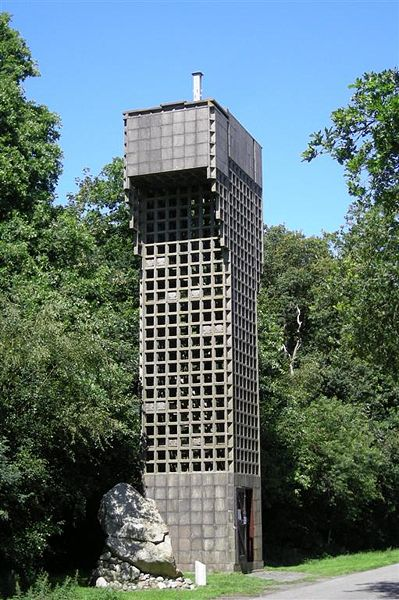
Luchtwachttoren

Balksterbos · 
Bremer wildernis ·
Elfbergen ·
Harichsterbos ·
Jolderenbos ·
Lycklamabos ·
Nijemirdumerheide ·
Oudemirdumer Klif ·
Rietpollen ·
Roekebos ·
Rijsterbos ·
Séfonsterpolder ·
Sondelerleien ·
Starnumanbossen ·
Steile Bank ·
Wijckelerhop ·
Wijde Rijn ·
Wikelerbosk ·
Wyldemerk ·
Het Zwin